# Mercedes-Benz O3500

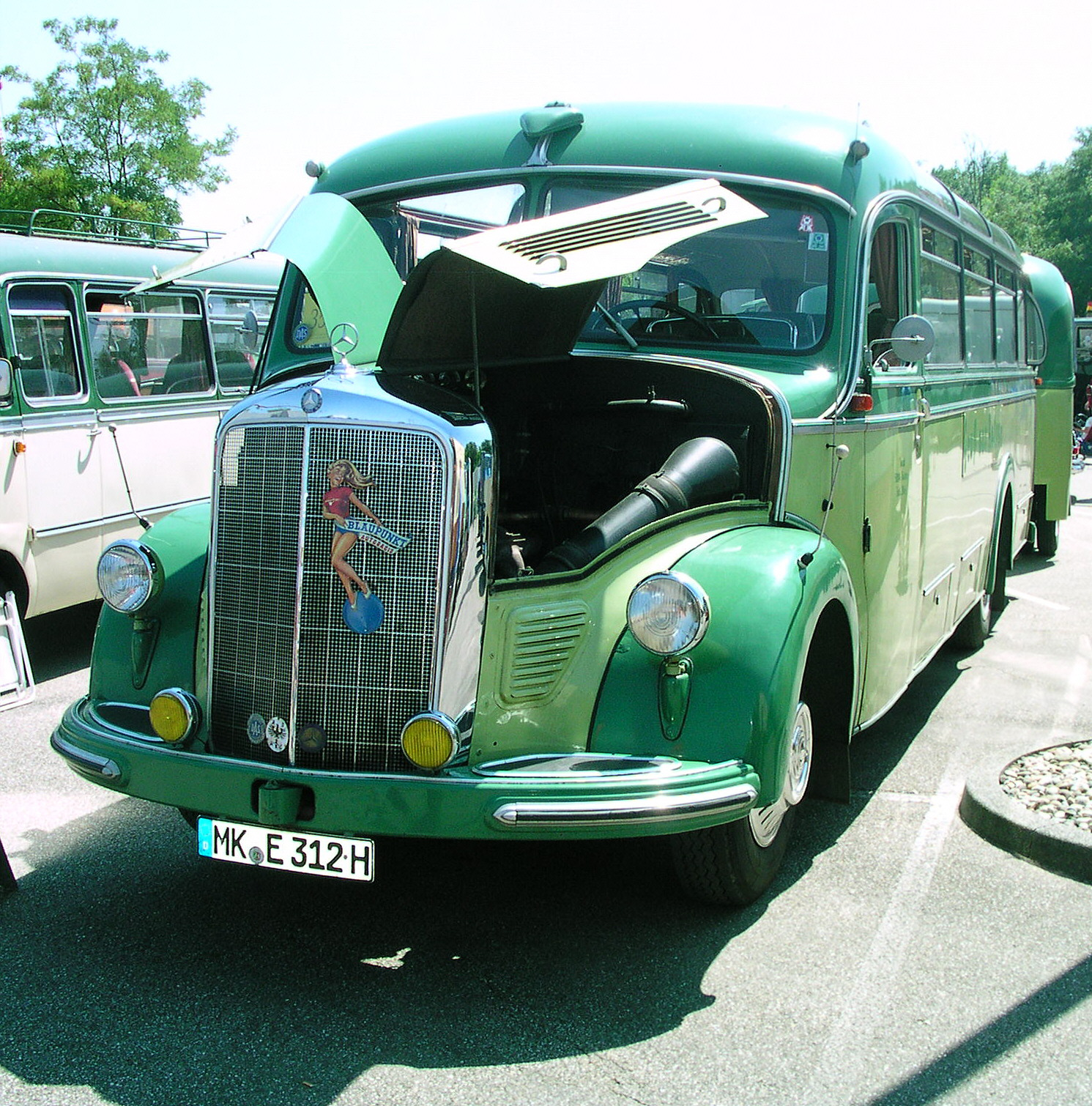
Mercedes-Benz O3500 (капот открыт)

Mercedes-Benz O3500 — первый автобус производства Daimler-Benz. Автобус был представлен в Мангейме в 1949 году, и в декабре 1949 года с конвейера сошёл первый омнибус.
К окончанию производства было выпущено 6049 автобусов.

## История
Автобус Mercedes-Benz O3500 серийно производился с 1949 года с дизельным двигателем внутреннего сгорания OM312 мощностью 90 л. с.
Каждый автобус оборудовался распашными дверями, позволяющими дышать свежим воздухом. В салонах автобусов сиденья расположены по 2 в ряд. Всего автобус вмещал 22—37 пассажиров, 23 из которых — стоящие. У туристических автобусов двери открывались вручную.
Производство завершилось в 1955 году.

## Галерея

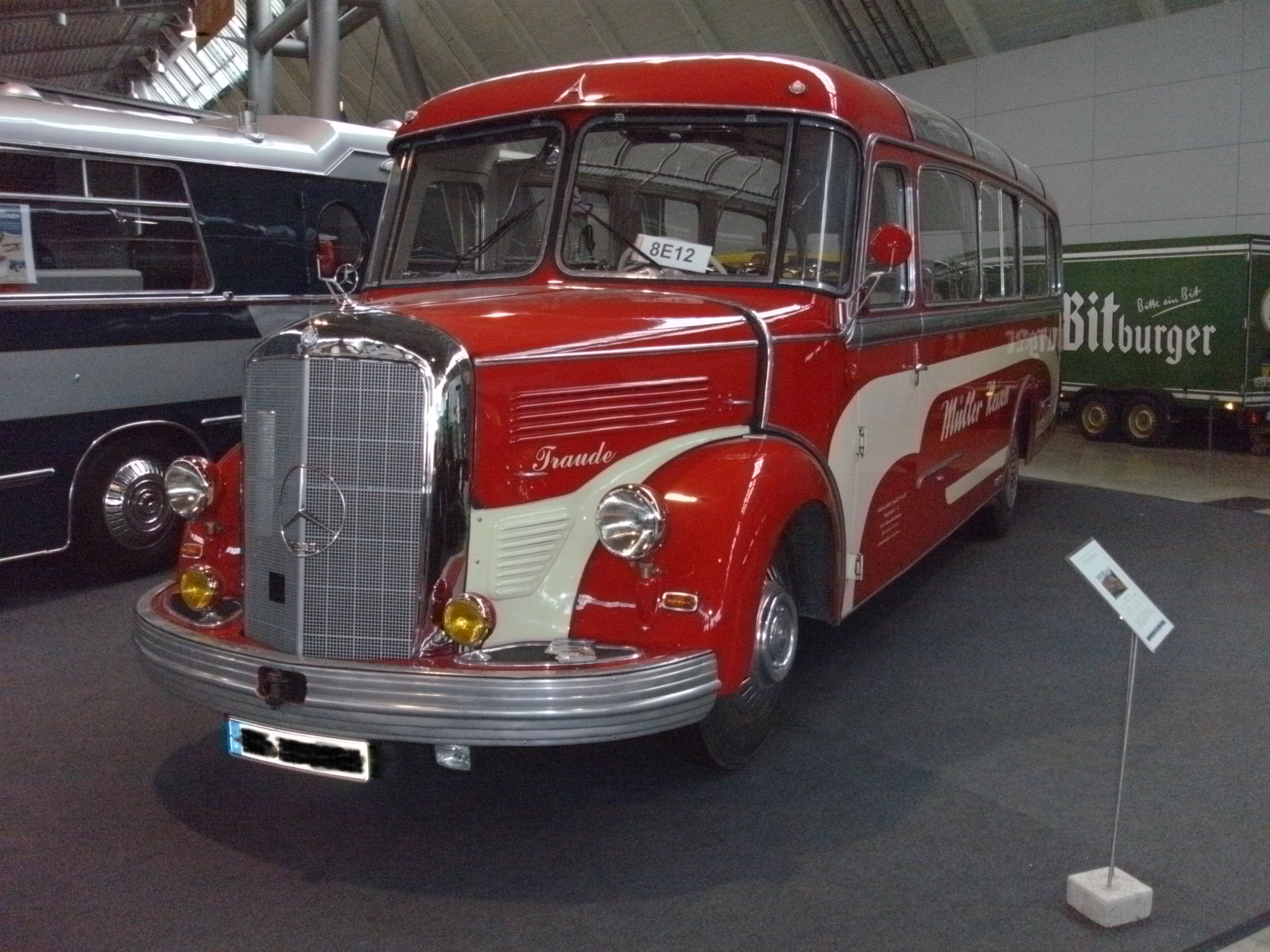
Mercedes-Benz O3500 (вид спереди)
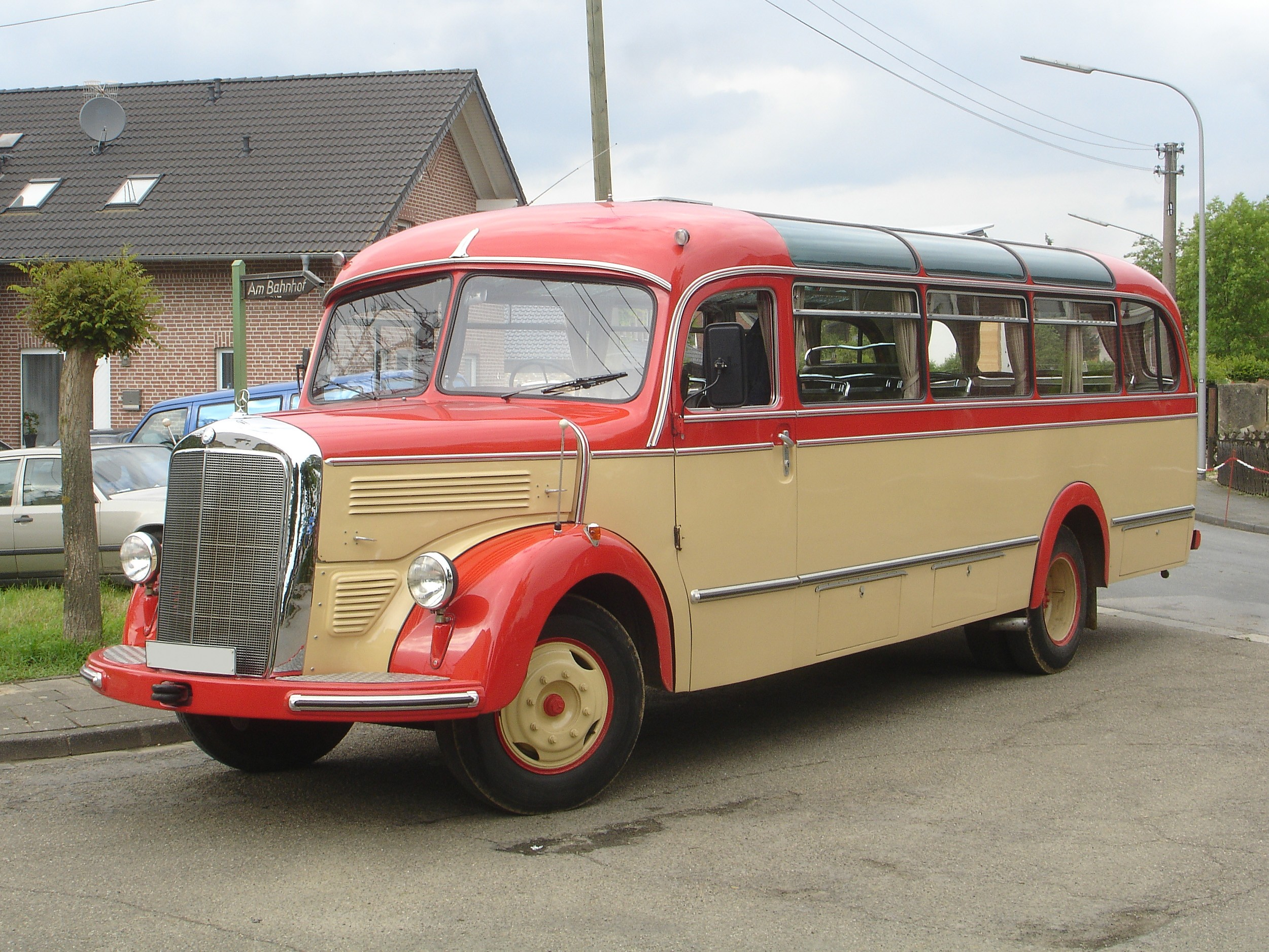
Reisebus
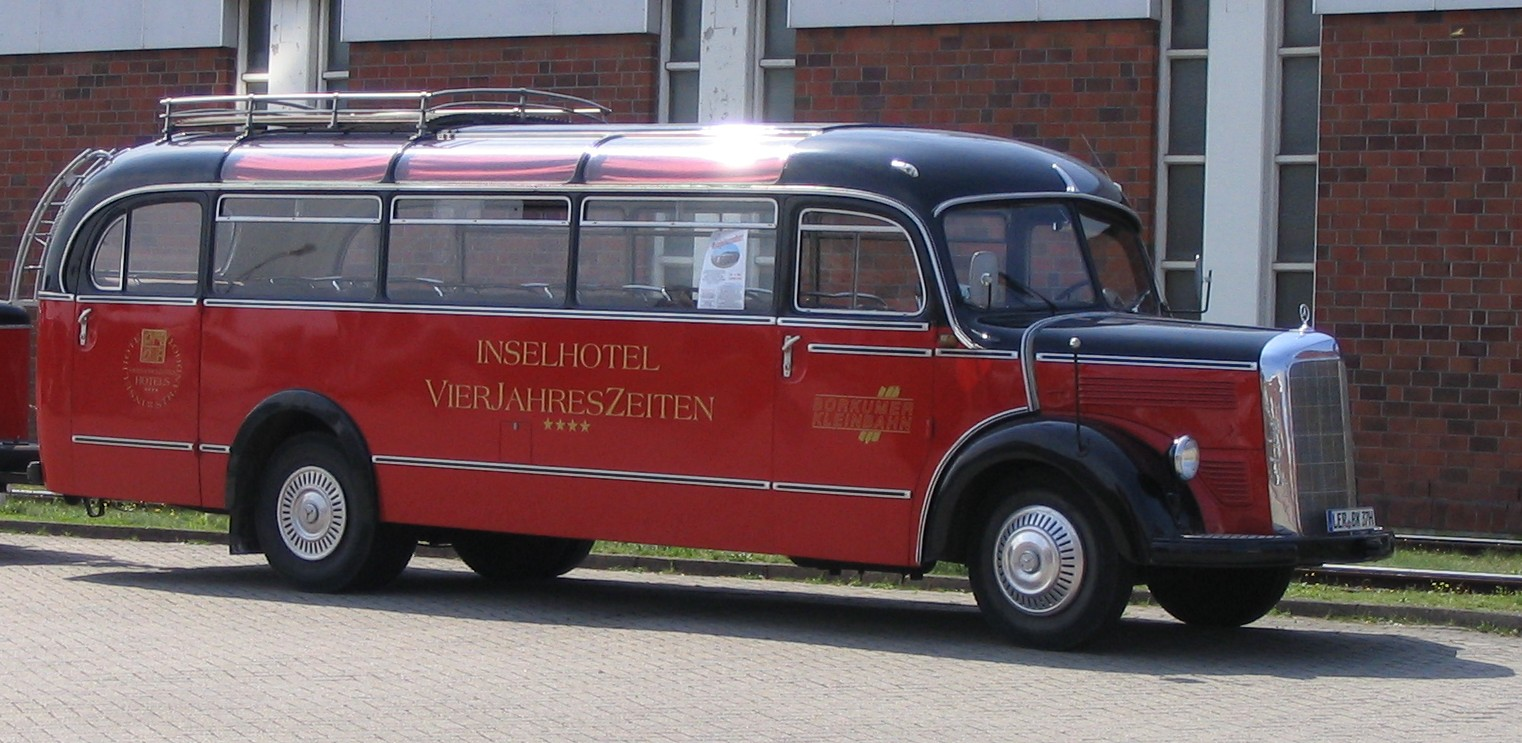
Borkum PH 002